# Underwoodia kurtschevae
Underwoodia kurtschevae är en mångfotingart som beskrevs av Sergei I. Golovatch 1980. Underwoodia kurtschevae ingår i släktet Underwoodia och familjen Caseyidae. Inga underarter finns listade i Catalogue of Life.